# Anthonie Heinsius

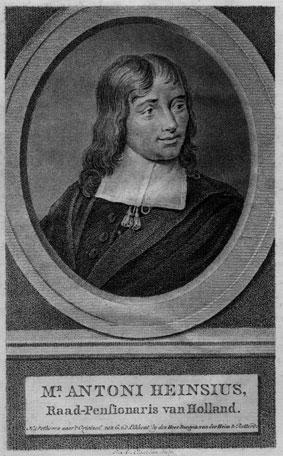
Anthonie Heinsius

Anthonie Heinsius (* 22. Dezember 1641 in Delft; † 3. August 1720 in Den Haag) war ein niederländischer Staatsmann und Ratspensionär.
Heinsius stammte aus einer alten Patrizierfamilie und studierte Rechtswissenschaft in Leiden. 1679 wurde er Pensionär in Delft. 1682 reiste er als Diplomat nach Frankreich, wurde aber am dortigen Königshof so rücksichtslos behandelt, dass er Frankreich zu hassen begann, von der aristokratischen zur statthalterlichen Partei überging und ein eifriger Anhänger und später Freund des Statthalters der Niederlande, Wilhelm III. von Oranien, des späteren Königs von England, wurde.
1687 übernahm er eine Gesandtschaft nach England und 1689 das Amt des Ratspensionärs von Holland. Seit dem Tod Wilhelms III. im Jahre 1702 stand Heinsius im Mittelpunkt der europäischen Politik. Im spanischen Erbfolgekrieg verbündete er sich mit Eugen von Savoyen und Marlborough gegen König Ludwig XIV. von Frankreich. Dadurch konnte er den Niederlanden in den Barrieretraktaten einige Vorteile sichern.